# 中野花菜
中野 花菜（なかの かな、1994年2月12日 - ）は、鹿児島県日置市出身の女子ソフトボール選手（投手）。

## 経歴
神村学園中等部時代に全国中学校ソフトボール大会を3連覇している。
神村学園高等部卒業後、2012年にルネサス高崎に入団。同年の日本リーグ新人賞に選ばれた。2014年には日本代表に選出。2019年限りで現役引退。
2021年、地元鹿児島県のMORI ALL WAVE KANOYAで現役復帰。2024年シーズン終了後に現役引退。

## 詳細情報

### 日本リーグ個人表彰
- 2012年 - 新人賞（投手）

### 背番号
- 18（2012 - 2019）